# Yula novaeguineae
Yula novaeguineae är en fjärilsart som beskrevs av Bethune-Baker 1906. Yula novaeguineae ingår i släktet Yula och familjen nattflyn. Inga underarter finns listade i Catalogue of Life.